# Kaplan II Giray
Kaplan II Giray o Qaplan II Giray o Qalpan Kan Giray II (1739-1771) fue un kan de Crimea.
Fue designado nureddin ("segundo heredero") en 1768 o 1769 y subió al trono en febrero de 1770, tras la deposición de Devlet IV Giray. Nombró como kalgay a Islam Giray y como nureddin a Bajt Giray (hijo de Kırım Giray), a quienes envió a defender Crimea ante el ataque ruso, mientras el marchaba, al mando de 80 000 hombres, a unirse con el ejército otomano en su lucha contra los rusos en Moldavia, en Yassy. Durante veinticinco días sus hombres resistieron los ataques rusos a orillas del río Prut, pero tras un intento malogrado de asalto por parte de los tártaros, las tropas rusas hicieron retirarse a los otomanos, que en su retirada se reunieron con las tropas del Gran Visir İvazzade Halil Pasha, que había cruzado el Danubio con 115 000 hombres. Tras cruzar el Prut las tropas rusas, se defendieron de un ataque tártaro y otomano, tras el que atacaron a su vez, infringiendo una severa derrota a los turcos, que sufrieron 40 000 bajas y perdieron 140 cañones y una gran cantidad de suministros y provisiones. Esta derrota también implicó la pérdida de las fortalezas de Bender, Izmail y Akkerman y que los nogayos se unieran a los rusos en el Budjak, abandonando su lealtad a la Sublime Puerta. 
Asediado, consiguió llegar a Crimea, donde en verano el kalgay y el otomano Ibrahim Pasha pudieron rechazar a las tropas rusas en Or-kapi. Los jefes tribales de Crimea (mirzas) estaban al acecho, sin participar en los combates, preparados para pasarse al enemigo si el resultado no era favorable, como habían hecho los nogayos. Los otomanos acusaron al kan de instigar este tipo de política, por lo que, pese a no ser cierto, fue destituido en noviembre de 1770, siendo efectiva en febrero de 1771. Le sucedió Selim III Giray. Se trasladó a Turquía donde murió de peste en 1771, a los 32 años de edad.